# Bambus-Klaus
Bambus-Klaus (Eigenschreibweise Bambus Klaus; gelegentlich auch Klaus Bambus), bürgerlich Klaus Gdanietz (* 29. November 1956 in Essen; † 18. November 2012 in Westerland) war ein deutscher Zahntechniker, Gastwirt und Schlagersänger. Als Gründer und singender Betreiber der „Bam Bus Bar“ in List wurde er zu einem Sylter Original und erreichte auch über die Nordseeinsel hinaus Bekanntheit.

## Leben
Gdanietz wuchs in Essen mit seinem Zwillingsbruder Achim (1956–2007) und seinem älteren Bruder Wolfgang auf. Nach der Mittleren Reife erlernte er den Beruf des Zahntechnikers, in dem er auch einige Zeit arbeitete. 
Anfang/Mitte der 1980er Jahre ging er als Aussteiger nach Ibiza. Dort lernte er eine Gruppe um den Gastronomen Harry Schmitt aus Sylt kennen, die ihn dazu ermunterte, stattdessen auf der Nordseeinsel zu leben. In Kampen arbeitete er daraufhin in leitender Position in Schmitts Restaurant Vogelkoje. 1986 machte er sich als Gastwirt selbstständig.
Am 18. November 2012 erlag Gdanietz in der Nordseeklinik Westerland einem etwa ein Jahr zuvor bei ihm diagnostizierten, unheilbaren Lungenkrebsleiden. Er hatte sich zuvor gegen eine Fortsetzung der möglicherweise lebensverlängernden Therapie entschieden. Am 28. November 2012 erhielt er in der Nordsee vor dem Lister Weststrand eine Seebestattung, die vom Fahrgastschiff Adler VI aus vorgenommen wurde. Sein Tod erzeugte eine bundesweite Medienresonanz.

## Bam Bus Barauf Sylt undKlaus Thaler Barin Österreich

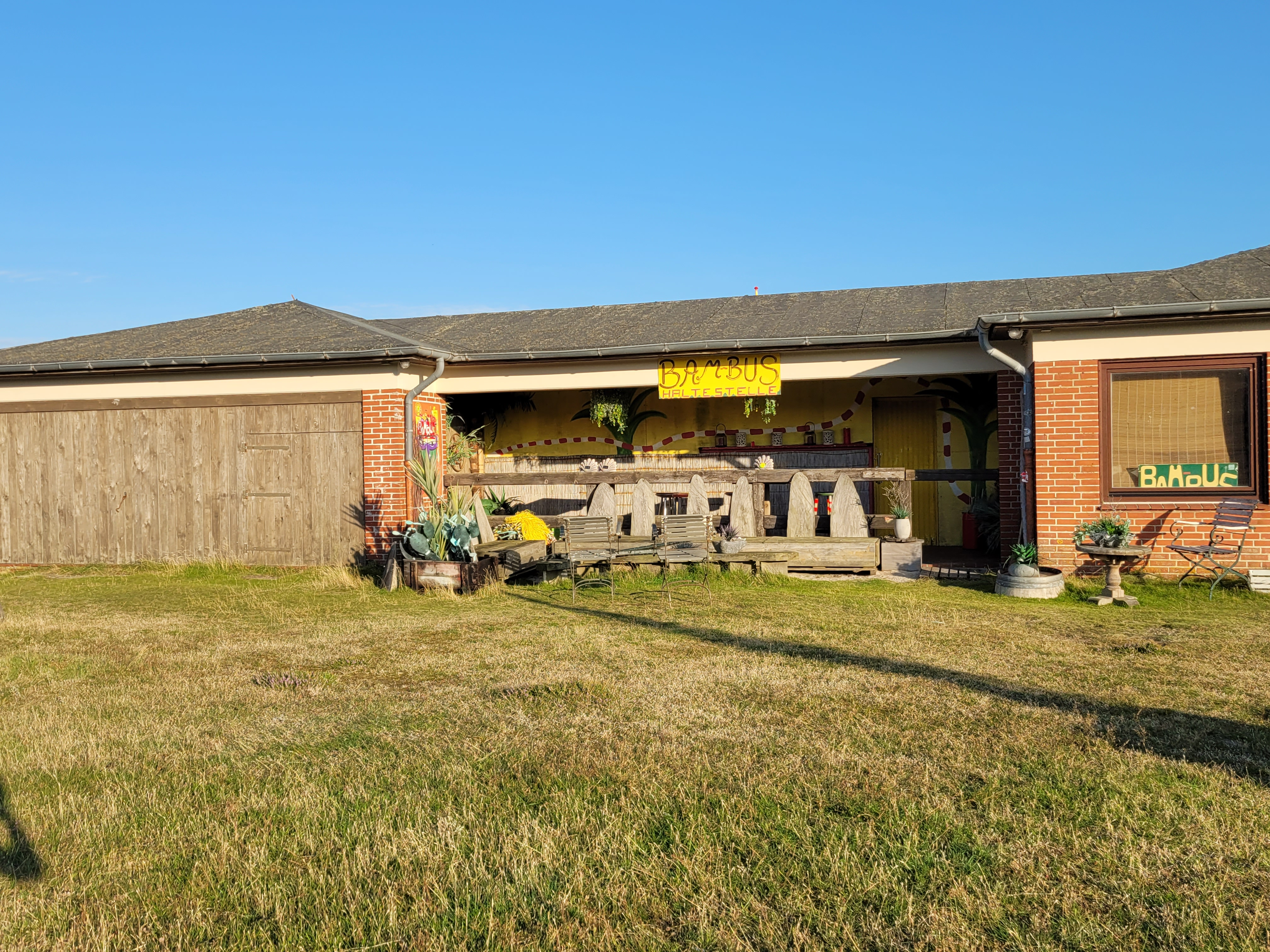
Bam Bus Bar auf Sylt, 2024; ab 1986 von Gdanietz betrieben.

1986 erwarb Gdanietz von Bekannten den bis dahin schlecht laufenden Kiosk an der Bushaltestelle „Weststrand“ am Ellenbogen in List auf Sylt (die nördlichste Bushaltestelle Deutschlands). Er hatte die Idee, den Kiosk, das alte Wartehäuschen der Haltestelle und die davor befindliche Außenfläche in einen Gastronomiebetrieb umzuwandeln. Diesem gab er den Namen Bam Bus Bar, kurz Bambus, ein Akronym aus „Bar am Meer“ und „Bushaltestelle“. Vorbild waren an strandnahe Bushaltestellen angebundene Bars, die er auf Ibiza kennengelernt hatte. Für die Ausstattung nutzte er unter anderem die frühere Theke der benachbarten Weststrandhalle, die während einer Sturmflut zu Strandgut geworden war.
Gdanietz gab sich selbst den Ökelnamen Bambus-Klaus, und die Bam Bus Bar wurde im Laufe der folgenden Jahre zu einer bei Touristen wie Einheimischen beliebten Kultgastronomie, in der auch prominente Gäste wie Reinhard Mey, Jürgen Drews oder Lilo Wanders einkehrten.
Die damalige Westerländer Apotheken-Mitarbeiterin und spätere Entertainerin Ina Müller, mit der Bambus-Klaus bis zu seinem Tod befreundet war, arbeitete Anfang der 1990er Jahre nach Feierabend als Aushilfskellnerin in der Bam Bus Bar. Bambus-Klaus bezeichnete sich deshalb später gerne als ihr Entdecker. In der am 11. September 2007 vom NDR Fernsehen erstausgestrahlten Sendung Mit Ina Müller auf Sylt in der Reihe Inas Norden ist ab Minute 20:02 ein Besuch Müllers bei Bambus-Klaus zu sehen.
Zum Erfolg seines Unternehmens trug entscheidend bei, dass Bambus-Klaus, der selbst in einem Wohnmobil auf dem Gelände der Bam Bus Bar lebte, dort seit 1996 in den Sommermonaten Vollmond-Open-Air-Partys veranstaltete, bei denen er von 2005 an – auf dem Dach des ehemaligen Wartehäuschens stehend – auch als Entertainer und Stimmungssänger auftrat. Er gab dabei selbst getextete Sylt-Schlager zum Besten, die er unter dem Namen Meine Inselhits auch veröffentlichte. Das Album verkaufte sich mehr als 10.000-mal und wurde nach seinem Tod unter dem Titel Meine Inselhits (In Deep Memories) neu aufgelegt. Als sein erfolgreichster Song gilt der Titel Ich bin so gerne auf Sylt. Pläne, ihn auch auf Mallorca als Stimmungssänger zu etablieren, konnten nicht mehr verwirklicht werden.
In den Wintermonaten, wenn die Bam Bus Bar geschlossen war, betrieb er die Après-Ski-Hütte Klaus Thaler Bar in der Ortschaft Hinterthal (Gemeinde Maria Alm am Steinernen Meer) im Salzburger Land, Österreich. Für dortige Auftritte textete er einige seiner Songs zu Après-Ski-Schlagern um, wie Im Winter ab nach Österreich auf der Melodie von Ich bin so gerne auf Sylt.
Nach seinem Tod führten zunächst sein Bruder Wolfgang Gdanietz und dessen Ehefrau Elli Vogel-Gdanietz das Geschäft. Sie gaben dafür ihren Essener Kiosk Anne Bude auf. Wolfgang Gdanietz starb aber nur wenig später, im Oktober 2014, wie schon ein jüngerer Bruder an Lungenkrebs. Elli Vogel-Gdanietz machte anschließend alleine weiter. 
2014 vorgestellte Pläne der Gemeinde List, die Bam Bus Bar im Zuge einer Umgestaltung des Weststrandhallen-Areals abzureißen, wurden bislang nicht realisiert.
Die Klaus Thaler Bar wurde am 6. Mai 2020 durch ein Feuer vollständig zerstört. Seither wurde die Bar vollständig wiederhergestellt.